# Delahaye Type 32 e 58
Le Type 32 e 58 erano due autovetture di fascia alta prodotta dal 1908 al 1914 dalla Casa automobilistica francese Delahaye.

## Profilo
Lanciata nel 1908, la Type 32 rappresentò un'altra pietra miliare nella storia della Casa francese. Si trattò infatti della prima Delahaye dotata di motore monoblocco a valvole laterali. 

Disponibile in varie configurazioni di carrozzeria e di allestimenti, la Type 32 era equipaggiata da un 4 cilindri in linea da 1943 cm³ di cilindrata. La potenza massima erogabile era di 20 CV a 1600 giri/min.
La trazione era posteriore ed il cambio era manuale a 4 marce.
La velocità massima era di 60 km/h.

A partire dal 1910 la gamma si infoltì con l'arrivo della Type 32D e nel 1911 con l'arrivo della Type 58, prima Delahaye a montare la trasmissione cardanica: il suo motore aveva una cilindrata di 4 litri.

All'inizio del 1914, ultimo anno di produzione della Type 32, ne fu introdotta anche una nuova versione, dotata di un grosso motore a 4 cilindri da 2949 cm³, che strizzava l'occhio ad una clientela più abbiente.